# Тимофеевка (Ольгинский район)
В Надеждинском районе Приморья тоже есть село Тимофеевка
Тимофе́евка — посёлок в Ольгинском районе Приморского края Российской Федерации.
Расположен на берегу бухты Южная залива Владимира Японского моря.
С 2004 года относится вместе с посёлком Нордост к муниципальному образованию «Тимофеевское сельское поселение».
До середины 1990-х годов в посёлке размещался отряд охраны водного района и различные части Тихоокеанского флота. После ухода воинских частей население посёлка значительно сократилось, некоторые дома стоят заброшенные.

## История
Посёлок Тимофеевка основан в 1932 году.
Постановлением Революционного Военного Совета МСДВ от 11 декабря 1933 года было решено возвести в заливе Владимира рубеж сухопутной обороны. Впоследствии оборонительные сооружения в заливе Ольги и заливе Владимира образовали Владимиро-Ольгинский укрепрайон (ВОУР). На побережье заливов Ольги и Владимира было размещено несколько артиллерийский батарей, стрелковые батальоны, аэродром, стоянки отряда гидросамолётов, в пос. Норд-Ост размещался дивизион торпедных катеров и сторожевых кораблей. В 1940 году Владимиро-Ольгинский укрепрайон переименовывается во Владимиро-Ольгинскую военно-морскую базу (ВО ВМБ), которая уже давно являлась таковой. К этому времени в заливе Владимира базировались 6-й отдельный дивизион торпедных катеров (в пос. Норд-Ост), 22-й отдельный дивизион подводных лодок (в пос. Ракушка), сторожевые корабли отряда охраны водного района (в пос. Тимофеевка).
Береговую оборону базы обеспечивали подчинённые штабу ВО ВМБ 53-й отдельный артиллерийский дивизион береговой обороны, 3-я отдельная стрелковая бригада береговой обороны, 53-я отдельная пулемётная рота, а противовоздушную оборону — зенитные батареи 87-го отдельного зенитного артдивизиона.
В 1940 году в состав ВО ВМБ входили штаб, политотдел, военный порт, участок СНиС, 6-й отдельный дивизион торпедных катеров, 22-й отдельный дивизион подводных лодок, 204-я местная стрелковая рота, 208-я отдельная рота связи, 53-я отдельная пулемётная рота, склад жидкого топлива, Дом офицеров военно-морского флота, 3-я отдельная стрелковая бригада, 87-й отдельный артиллерийский дивизион, 53-я отдельная авиационная эскадрилья, 67-й и 108-й отдельные строительные батальоны, дивизионные строительные мастерские, отдельный участок телефонной связи, отдельная ремонтная рота, ветеринарный пост, охрана рейда водного района, особый отдел НКВД, военно-морской госпиталь.
Непосредственно в посёлке Тимофеевка находился Пресноозёрский гарнизон, в состав которого входили штаб ВО ВМБ, 208-я отдельная рота связи, 67-й отдельный строительный батальон, склад жидкого топлива и 87-й отдельный зенитный артиллерийский дивизион.
После окончания Второй мировой войны система береговой обороны продолжала оставаться практически неизменной до середины 50-х годов. В дальнейшем началось постепенное расформирование артиллерийских батарей и замена их береговыми противокорабельными ракетными комплексами. На позициях некоторых батарей были размещены зенитно-ракетные дивизионы войск ПВО.

## Население
| 2002 | 2008  | 2010  |
| ---- | ----- | ----- |
| 1532 | ↘1245 | ↘1157 |

## Транспорт, экономика, связь
С посёлками Ольга, Ракушка и селом Весёлый Яр Тимофеевку связывает асфальтированная трасса. Автобусное сообщение отсутствует.
С посёлком Нордост его связывает гравийная автодорога невысокого качества. Автобусное сообщение отсутствует.
Основа экономики — рыболовство, сбор и переработка ламинарии (морской капусты).
Сельское хозяйство мясо-молочного направления, а также приусадебное.
Сотовая связь в феврале 2014 года — Билайн, МТС и МегаФон.

## Достопримечательности
- Севернее посёлка в бухту впадает река Тимофеевка.
- В летнее время в окрестности посёлка на отдых приезжают дальневосточники, их привлекает бухта Южная с хорошо прогревающейся водой, богатая придонная флора и фауна.
- На пути к посёлку Нордост расположено озеро Пресное, соединённое протокой с бухтой.